# Адаптивно-ландшафтное земледелие

## Адаптивно-ландшафтное земледелие
С 50-х годов в России получили развитие различные направления разработки систем земледелия, в том числе система Т.С. Мальцева, почвозащитная система А.И. Бараева и др. В 80-х годах они были интегрированы в зональные системы земледелия. В каждой области, крае и автономных республиках были изданы книги-рекомендации с такими названиями. В 90-х годах они получили дальнейшую разработку и были дифференцированы применительно к различным агроландшафтам в пределах природно-сельскохозяйственных провинций различных природных зон. Эти системы названы адаптивно-ландшафтными. Им дано конкретное определение академиком РАСХН Валерием Ивановичем Кирюшиным в 1993 году.
Адаптивно-ландшафтная система земледелия (АЛСЗ) — это система использования земли определенной агроэкологической группы, ориентированная на производство продукции экономически и экологически обусловленного количества и качества в соответствии с общественными (рыночными) потребностями, природными и производственными ресурсами, обеспечивающая устойчивость агроландшафта и воспроизводство почвенного плодородия.
Термин «ландшафтная» означает, что она разрабатывается применительно к конкретной категории агроландшафта, или, другими словами, к агроэкологической группе земель (плакорных, солонцовых, засоленных и т.д.). При этом звенья систем земледелия формируются в пределах агроэкологических типов земель (т.е. участков, однородных по условиям возделывания культуры или группы культур с близкими агроэкологическими требованиями); элементы (приемы обработки, посева и т.п.) дифференцированы в соответствии с элементарными ареалами агроландшафта (т.е. элементами мезорельефа, ограниченными элементарными почвенными структурами), а организация территории осуществляется с учетом структуры ландшафта и условий его функционирования.
АЛСЗ имеет конкретный агроэкологический адрес (группа земель в пределах агроэкологической провинции) она адаптирована к определенным социально-экономическим условиям и определяется шестью группами факторов: 
1.общественные (рыночные) потребности (рынок продуктов, потребности животноводства, требования переработки продукции); 
2.агроэкологические требования культур и их средообразующее влияние;
3.агроэкологические параметры земель (природно-ресурсный потенциал);
4.производственно-ресурсный потенциал, уровни интенсификации;
5.хозяйственные уклады, социальная инфраструктура;
6.качество продукции и среды обитания, экологические ограничения.
Термин «адаптивная» означает адаптированность системы земледелия ко всему комплексу обозначенных условий.
АЛСЗ представляет собой развитие ранее сложившихся представлений и вбирает в себя прежние и новые понятия. Это определяется классификацией АЛСЗ, в которой они разделяются по агроэкологической принадлежности  (зона, подзона, провинция, группа земель), по направлению растениеводства, уровню интенсификации, форме использования земли, ограничениям химизации.
Обязательным условием проектирования адаптивно-ландшафтных систем земледелия является формирование геоинформационных систем (ГИС) агроэкологической оценки земель по перечисленным параметрам. 
Из множества природных факторов при проектировании АЛЗС учитываются те, которые связаны с биологическими требованиями растений, а также те, которые определяют ландшафтные связи и соответственно устойчивость агроландшафтов. Чем выше уровень интенсификации земледелия тем большее количество агроэкологических факторов учитывается.
Проектирование АЛСЗ основывается на системе агроэкологической оценки земель, которая включает следующие позиции: ландшафтно-экологический анализ территории, агроэкологическую оценку почв, агроэкологическую типизацию и классификацию земель, агро-геоинформационные системы по агроэкологической оценке земель.
Адаптивно-ландшафтные системы земледелия реализуются пакетами агротехнологий для различных агроэкологических типов земель при разных уровнях производственно-ресурсного потенциала (экстенсивные, нормальные, интенсивные, высокие).
Чтобы спроектировать АЛСЗ, необходимо посредством почвенно-ландшафтного картографирования идентифицировать агроэкологическую группу и виды земель, т.е. ЭАА, и сформировать их типы.Последняя процедура выполняется путём сопоставления агроэкологических параметров культур с такими же параметрами земель. Близкие по экологическим условиям ЭАА объединяются в типы земель.